# دايفيد فاندربلت
دايفيد فاندربلت (بالإنجليزية: David Vanderbilt) هو فيزيائي أمريكي، ولد في 20 أغسطس 1954 في هنتنغتون في الولايات المتحدة.